# 山田誠浩
山田 誠浩（やまだ よしひろ、1940年9月5日 - ）は、元NHKエグゼクティブアナウンサーで、現在はフリーランスアナウンサー（ムーブマン業務提携）。京都市出身。

## 略歴
滋賀県立膳所高等学校、法政大学卒。1963年NHKにアナウンサーとして入局。山口、長野、広島、仙台、東京の各局を歴任。｢大河ドラマ・おんな太閤記」、数々の「NHKスペシャル」のナレーション、｢私の本棚」「ラジオ文芸館」の朗読、「ラジオ深夜便」アンカーなどを務めた。
2000年からはフリーランスアナウンサーとして「こころの時代｣｢知るを楽しむ」など主にNHKの番組のインタビュアー、ナレーターとして活躍している。
NHKの朗読番組「ラジオ文芸館」の演出と語りは13年にわたって担当、数多くの作品を放送すると共に、ライブの朗読にも積極的に取り組んできた。東京・明大前のホールで｢山田誠浩朗読への招待」を定期的に開催するほか、全国のホール・ホテルなどで公演を行っている。若い人たちに朗読の魅力を伝えるため、中学・高校での公演にも力を入れる。
他に東京・横浜のNHK文化センター、朝日カルチャーセンターで朗読・ナレーションの講座も担当している。
同期には加賀美幸子、広瀬久美子、村田幸子，森本毅郎、名取将、松田輝雄、吉川精一、山田康夫らがいる。